# Chicago – 12 Uhr Mitternacht
Chicago – 12 Uhr Mitternacht (Originaltitel: City That Never Sleeps) ist ein US-amerikanischer Kriminalfilm aus dem Jahr 1953 von John H. Auer mit Gig Young und Mala Powers in den Hauptrollen.

## Handlung
Eines Abends, als die nörgelnde Stimme seiner Schwiegermutter ihn verspottet, erwägt Johnny Kelly, seine aussichtslose Karriere als Chicagoer Polizist in zweiter Generation und seine geliebte Frau aufzugeben, der er übel nimmt, dass sie mehr verdient als er. Nachdem er ein Kündigungsschreiben geschrieben hat, geht Johnny in den Nachtclub Silver Frolic, um Sally „Angel Face“ Connors zu treffen, eine junge, aber abgebrühte Honky-Tonk-Tänzerin, die er mit Träumen von einem neuen Leben in Kalifornien hinhält. Sally ist in Johnny und seine Fluchtpläne vernarrt und hat im Nachtclub gekündigt. Sie bleibt ungerührt von der Verehrung eines Mitkünstlers, Gregg Warren, der seinen demütigenden Job als mechanischer Mann im Schaufenster des Nachtclubs erträgt, indem er von einem Leben mit Sally an exotischen Orten träumt.
Während Johnnys Schicht in dieser Nacht wartet ein mysteriöser und philosophischer Sergeant, der einfach „Joe“ genannt werden möchte, im Streifenwagen auf ihn.  Als sie auf die Notfälle des Abends reagieren, weist Joe auf die Bedeutung der Polizisten für die Menschen in der Stadt hin, aber Johnny deutet an, dass er der Polizei beigetreten ist, um seinem Vater zu gefallen, und dass er kündigen will, und gibt Joe dann seine Kündigungserklärung. Da Johnny Geld für sein kalifornisches Unternehmen braucht, hat er heimlich einen Deal mit dem korrupten Strafverteidiger Penrod Biddel gemacht und bittet Joe, im Auto zu warten, während er ihn besucht.  Biddel sagt, er wolle, dass Johnny seinen Handlanger Hayes Stewart „verhaftet“ und ihn nach Indiana bringt, wo er wegen Totschlags gesucht wird. Biddel erklärt, dass der ehrgeizige Hayes versucht, belastende Dokumente zu stehlen, um ihn zu erpressen. Johnny ist bereit, die Tat jederzeit nach diesem Abend auszuführen, wenn er nicht mehr in Uniform ist, aber Biddel besteht darauf, dass es sofort geschehen muss. Er warnt Johnny, dass sein jüngerer Bruder Stubby sich mit Hayes herumtreibt und die Methoden der Kriminellen lernt.
Später im Streifenwagen reagieren Joe und Johnny auf eine Einbruchsmeldung in Biddels Bürogebäude, finden aber nichts Ungewöhnliches. Hayes, der Joe und Johnny entkommen ist, ruft an und sagt, er sei mit leeren Händen zurückgeblieben, konfrontiert Biddel jedoch später mit der Behauptung, er habe Dokumente aus Biddels Schlafzimmersafe, die er durch einen Komplizen erhalten habe. Er erpresst Biddel, indem er ihm innerhalb von zwei Stunden eine große Geldsumme in sein Hotelzimmer liefern lässt. Unterdessen spürt Johnnys Frau Kathy seine Ruhelosigkeit und vertraut Johnnys Vater John Sr., einem Polizeiveteranen mit 27 Jahren Dienstzeit, an, dass sie vorhat, ihren Job aufzugeben, da ihr höheres Gehalt Johnnys Stolz zu verletzen scheint.
Im Nachtclub bittet Gregg Sally unterdessen, bei einem Comedy-Auftritt mitzumachen, aber Sally wird durch Biddels Erscheinen abgelenkt, der Johnny erreichen will. Biddel trifft Hayes im Hotel und erfährt, dass Hayes’ Komplizin Biddels Frau Lydia ist. Er zieht eine Waffe, wird aber selbst angeschossen und dem Tod überlassen. Als Hayes durch Lydia von Johnnys Auftrag erfährt, beschließt er, zum Silver Frolic zu gehen. Als Johnny und Joe auf einen Anruf wegen Schüssen im Hotel reagieren, nennt Biddel Hayes als den Schützen und weist Johnny zum Nachtclub. Nachdem Johnny die Informationen per Funk an den Polizeidisponenten weitergibt, geht John Sr. zum Club, wo Lydia, die unglücklich darüber ist, dass Biddel verletzt wurde, auf Hayes hinweist. Als John Sr. ihn festnimmt, verwechselt Hayes ihn mit dessen Sohn und erschießt ihn. Nach seiner Flucht erschießt Hayes Lydia vor den Augen des entsetzten Stubby, der vor dem Nachtclub auf ihn wartete, und Gregg, der im Fenster des Nachtclubs auftritt. Johnny kommt rechtzeitig an, um die letzten Worte seines Vaters zu hören. Er fragt Gregg, mit seinen Gefühlen ringend, nach Hayes’ Aufenthaltsort.
Gregg ist jedoch nicht bereit zu sprechen, bis Sally erklärt, dass Johnnys Vater gestorben ist. Gregg gibt zu, dass er als Zeuge des Verbrechens erwartet, dass Hayes zurückkommt, um ihn zu holen, und bietet an, als Lockvogel zu dienen, während Johnny das Gebäude überwacht.
Zum ersten Mal hat Gregg Sallys Aufmerksamkeit und sie fleht ihn an, sein Leben nicht zu riskieren. Als er durch das Fenster kommt, um seine Nummer zu beginnen, sagt sie ihm durch den Vorhang, dass sie seine Partnerin werden möchte. Wie Gregg vorhergesagt hat, beobachtet Hayes Gregg und versucht herauszufinden, ob er ein lebender Zeuge oder nur ein Roboter ist. Nachdem zwei Passanten ausrufen, dass der mechanische Mann weint, schießt Hayes, aber Gregg weicht der Kugel aus. Bevor er flieht, schlägt Hayes Stubby nieder, aber Johnny findet Stubby und bringt ihn in Sicherheit. Joe ruft per Funk um Hilfe und weitere Polizisten treffen ein, um Straßensperren zu errichten. Johnny jagt Hayes durch Gassen und Straßen, aber auf einem Bahngelände klettert Hayes auf die Hochbahn. Während er Johnny abwehrt, fällt er auf ein Kabel und wird durch einen Stromschlag getötet.
Später, auf dem Bahnhof, bekommt Johnny seine Polizeimarke zurück, die er während der Verfolgungsjagd verloren hat, und er legt sie an. Der mysteriöse Joe ist verschwunden und Johnnys Kündigungsschreiben liegt auf dem Sitz des Streifenwagens. Als der Tag anbricht und seine Schicht endet, kehrt Johnny nach Hause zu Kathy zurück.

## Hintergrund
Gedreht wurde der Film vom 8. Dezember 1952 bis Anfang Januar 1953.
Zu Beginn und am Ende des Films ist ein Text zu hören, gesprochen von Chill Wills als „der Geist von Chicago“. Wills taucht später in dem Film unter dem Namen „Joe“ auf, aber seine Figur bleibt im ganzen Film mysteriös. Der Abspann enthält eine schriftliche Widmung an die Polizei und Polizeidienststellen Amerikas sowie eine Anerkennung für die Unterstützung und Zusammenarbeit der Stadt Chicago und ihrer Polizeidienststelle bei der Entstehung des Films.
Laut einer Nachrichtenmeldung vom März 1950 war Allan Dwan ursprünglich mit der Regie beauftragt. In den Produktionstabellen sind Tony Martinelli als Filmeditor und Ed Crain Sr. als Tontechniker aufgeführt, obwohl in den Filmcredits nur Fred Allen als Filmeditor und Dick Tyler und Howard Wilson als Tontechniker genannt wurden.
Teile des Films wurden vor Ort in Chicago gedreht. Der Film war das Debüt des Schauspielers und Komikers Tom Poston, der auf der Leinwand als Thomas Poston zu sehen war.
James W. Sullivan oblag die künstlerische Leitung. John McCarthy Jr. und Charles S. Thompson waren für das Szenenbild zuständig, Adele Palmer für die Kostüme. Die Brüder Thomas und Howard Lydecker schufen die Spezialeffekte.

## Veröffentlichung
Die Premiere des Films fand am 12. Juni 1953 statt. In der Bundesrepublik Deutschland kam er 1955 in die Kinos.

## Kritiken
Der Filmkritiken-Aggregator Rotten Tomatoes hat in einer Auswertung ein Publikumsergebnis von 38 Prozent positiver Bewertungen ermittelt.
Howard Thompson von der The New York Times nannte den Film ein routinemäßiges Krimi-Melodram, hob aber Wally Cassells kurze Rolle als wirklich fantastisch und William Talman als herausragenden Schauspieler, einen wirklich großartigen Darsteller, hervor.
Die Variety bemängelte, dass Produktion und Regie sich gelegentlich in der Suche nach Stimmung und Nuancen verlieren, während ein geradliniger Räuber-und-Gendarm-Actionfilm angemessener gewesen wäre.
Das Lexikon des internationalen Films schrieb: „Realistischer, auf Spannung angelegter und mit sentimentalen Einlagen versehener Kriminalfilm, der die Schattenseiten der Großstadt vorführt.“
Die Filmzeitschrift Cinema befand: „Originelles, vergessenes Nachstück.“